# Jalmājerd
Jalmājerd (persiska: جَلماجِردِ جَديد, جُلماجِردِ جَديد, جُلماجِرد جَديد, Jalmājerd-e Jadīd, جلماجرد) är en ort i Iran.   Den ligger i provinsen Markazi, i den centrala delen av landet, 240 km söder om huvudstaden Teheran. Jalmājerd ligger 1 673 meter över havet och antalet invånare är 798.
Terrängen runt Jalmājerd är kuperad österut, men västerut är den platt.Runt Jalmājerd är det ganska tätbefolkat, med 56 invånare per kvadratkilometer. Närmaste större samhälle är Aznowjān, 8,8 km väster om Jalmājerd. Trakten runt Jalmājerd består i huvudsak av gräsmarker.